# Engine Alliance
Engine Alliance ist ein Joint Venture, das von General Electric und Pratt & Whitney zu gleichen Teilen für die Entwicklung und den Bau großer und leistungsfähiger Triebwerke gegründet wurde.

## Geschichte

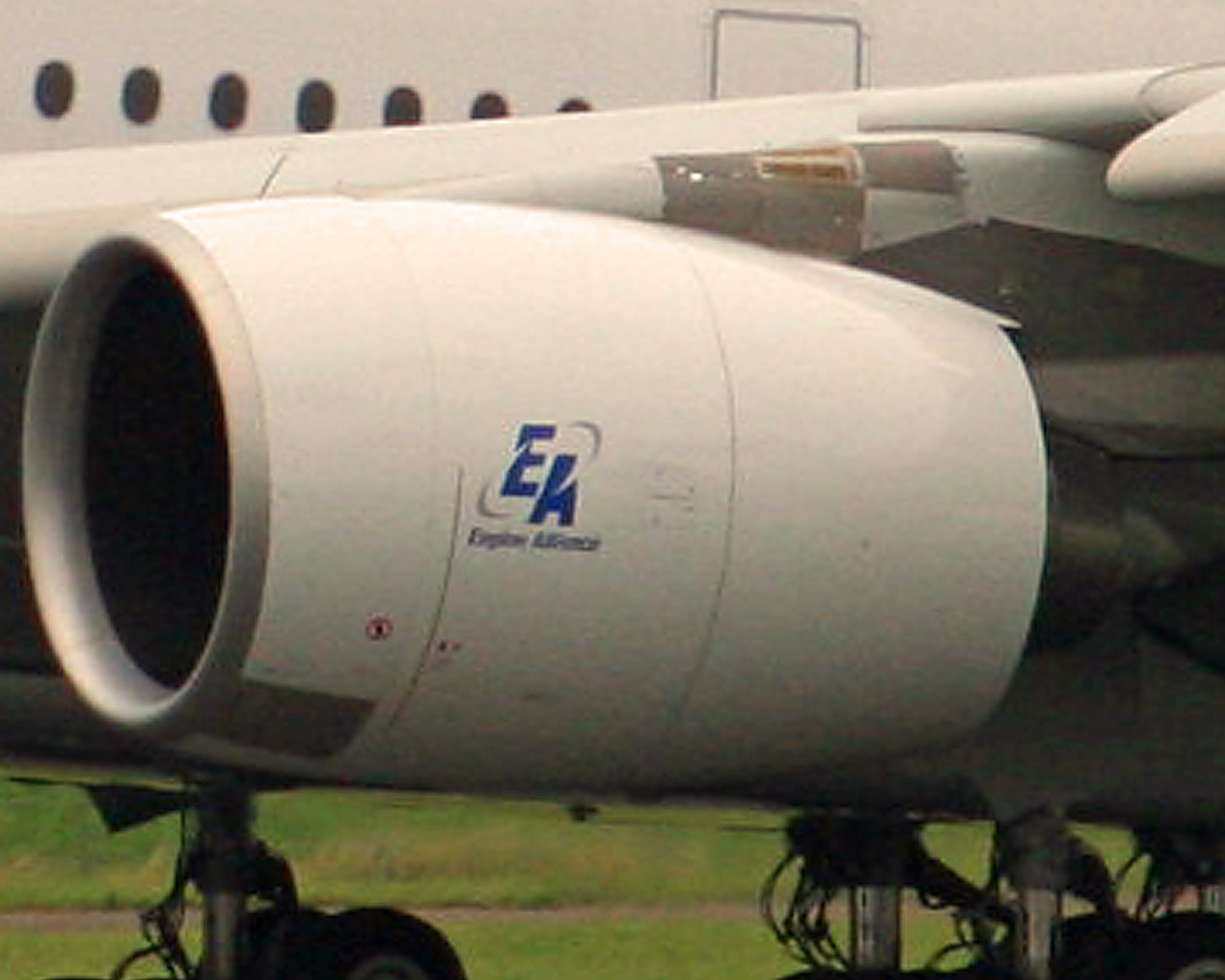
GP7200-Triebwerk an einem Airbus A380

Die Gründung erfolgte im Jahre 1996, um die enormen Entwicklungskosten für große Mantelstromtriebwerke, an die auch bezüglich Lärm, Emissionen und Wirtschaftlichkeit neue Anforderungen gestellt wurden, auf mehrere Schultern zu verteilen. Ursprünglich sollte ein neues Triebwerk für die geplanten Versionen Boeing 747-500 und -600 entwickelt werden, da ein Triebwerk mit den dafür notwendigen Leistungen noch nicht existierte. Doch Boeing legte diese Planungen ad acta. Zeitgleich begann Airbus mit den Planungen für die A3XX, den späteren Airbus A380, und trat an Engine Alliance zum Zwecke einer passenden Triebwerksentwicklung heran. Daraus wurde dann das GP7200-Triebwerk.

## Produkt
Das derzeit einzige Produkt ist das GP7200-Triebwerk.